# Sweet Lullaby
"Sweet Lullaby" é uma canção de world music/etno techno do grupo francês Deep Forest lançada em seu  álbum homônimo de 1992. Ganhou popularidade entre 1992 e 1993, quando foi lançada como single, tornando-se um hit top 30 em muitos países europeus e da Oceania. Em 1994, foi re-lançada em versões remixadas.

## Informações
A canção é baseada em uma cantiga de ninar - na língua Baegu, originária das Ilhas Salomão - chamada "Rorogwela" e utiliza uma amostra vocal gravada originalmente em 1970 pelo etnomusicólogo Hugo Zemp, e mais tarde lançada pela UNESCO como parte de sua coleção de fontes musicais. As letras se referem a um jovem órfão sendo consolado por seu irmão mais velho, apesar da perda de seus pais.

Catedral de São Basílio em Moscou: uma das diversas partes do mundo mostradas no videoclipe e visitadas pela menina no triciclo.

O videoclipe, dirigido por Tarsem Singh, também foi indicado para vários prêmios no MTV Video Music Awards em 1994. O vídeo mostra uma menina andando de triciclo na frente de cenas icónicas de todo o mundo.
Em 2005, a canção ganhou novamente exposição quando foi apresentada por Matt Harding em seu vídeo viral Where the Hell is Matt?. O vídeo apresentou a versão Nature's Dancing 7" Mix da canção.  Em 2008, Harding viajou para Malaita, a maior das ilhas Salomão para tentar encontrar Afunakwa, a mulher que acredita-se cantar "Rorogwela" na gravação feita por Zemp. De acordo com vídeo Where the Hell is Afunakwa?, Afunakwa teria morrido em 1998.
A música e o videoclipe foram utilizados em meados dos anos 1990 para anunciar a estação de TV australiana SBS. A canção inspirou um curta-metragem retratando uma garotinha viajando ao redor do mundo em seu triciclo, enquanto a canção de ninar era executada ao fundo, e ela voltou para casa para ouvir a canção de ninar nos braços de sua mãe. O curta-metragem foi acompanhado pelo subtexto "The world is an amazing place" - O mundo é um lugar incrível.
A canção foi sampleada por Moby na faixa Flying Foxes do álbum Play: The B Sides.
O saxofonista Jan Garbarek gravou seu próprio arranjo instrumental da canção em seu álbum "Visible World" (1995), com o título "Pygmy Lullaby". Na capa do CD é afirmado erroneamente que trata-se de uma melodia de origem africana.

## Tabelas musicais
| Tabela musical (1992)                            | Posição |
| ------------------------------------------------ | ------- |
| Alemanha Singles Chart                           | 31      |
| França SNEP Singles Chart                        | 17      |
| Suíça Singles Chart                              | 15      |
| Tabela musical (1993)                            | Posição |
| Austrália ARIA Singles Chart                     | 7       |
| Estados Unidos Billboard Hot Music Club Play     | 6       |
| Estados Unidos. Billboard Hot Modern Rock Tracks | 14      |
| Tabela musical (1994)                            | Posição |
| Estados Unidos Billboard Hot 100                 | 78      |
| Países Baixos Dutch Top 40                       | 8       |
| Irlanda Singles Chart                            | 11      |
| Noruega Singles Chart                            | 4       |
| Reino Unido Singles Chart                        | 10      |

| Tabelas musicais de final de ano (1994) | Posição |
| --------------------------------------- | ------- |
| Países Baixos Dutch Top 40              | 82      |